# Complejo mayor de histocompatibilidad de clase II

Representación esquemática del CMH de clase II.

Las moléculas CMH de clase II son unas de las dos clases primarias de complejos principales de histocompatibilidad, (las otras son las CMH de clase I). Esta familia de moléculas normalmente se encuentra sólo en células presentadoras de antígenos, tales como las células dendríticas, fagocitos mononucleares, células de Langerhans en algunas células endoteliales, células epiteliales del timo, y linfocitos B.
Los antígenos presentados por el CMH clase II (CMH II) derivan de proteínas extracelulares (que son ajenas, originadas en algún patógeno), por este motivo la vía de presentación de antígenos dependiente de CMH II se denomina endocítica o exógena. En el caso del CMH I son las proteínas de la propia célula. 
La carga de las moléculas CMH II se produce por fagocitosis, las proteínas extracelulares son endocitadas, digeridas en los lisosomas, y los fragmentos epitópicos resultantes del péptido son finalmente cargados en las moléculas CMH II antes de que migren a la superficie celular.

## Estructura
Al igual que las moléculas CMH I, las moléculas de clase II son también heterodímeros, pero en este caso se encuentran formados por dos péptidos homogéneos, una cadena α y una β, las cuales se encuentran ambas codificadas en el gen MHC. La subdesignación α1, α2, etc. refiere a los dominios separados que existen dentro del gen HLA; cada dominio, por lo general, se encuentra codificado por un exón diferente dentro del gen, y algunos poseen dominios adicionales que codifican secuencias señalizadoras, secuencias transmembrana, etc.
Debido a que la ranura de unión al antígeno en las moléculas CMH II se encuentra abierta en ambos extremos, mientras que la ranura correspondiente en los CMH I está cerrada en ambos extremos, los antígenos presentados por las moléculas CMH II tienen una mayor longitud, generalmente entre 15 y 24 aminoácidos.

## Expresión
Estas moléculas se expresan en forma constitutiva en las células presentadoras de antígenos profesionales, pero también puede inducirse su expresión en otras células ante la acción del interferón gama. El CMH II también se expresa en el grupo 3 de las células linfoides innatas.

## Reacción frente a las bacterias
Debido a que el CMH II se carga con proteínas extracelulares, se encuentra principalmente involucrado en la presentación de patógenos extracelulares (por ejemplo, bacterias que podrían estar infectando una herida o la sangre). Las moléculas de clase II una vez presentadas en la membrana plasmática interactúan principalmente con células del sistema inmune, tales como los linfocitos T colaboradores (TCD4+) y los linfocitos T citotóxicos (TCD8+). El proceso de presentación de antígeno requiere la degradación proteica de los agentes externos en vesículas fagocíticas, y la fusión de estas con vesículas (MHII) que contiene moléculas MHC II. La sinapsis inmunológica así creada con linfocitos T puede desencadenar una respuesta inmune apropiada, la cual puede incluir una inflamación localizada e hinchazón debida al reclutamiento de fagocitos, o puede conducir a una respuesta de anticuerpos total, debido a la activación de los linfocitos B.

## Síntesis
Durante la síntesis de las moléculas de CMH II en el retículo endoplasmático (RE), las cadenas α y β se producen y acomplejan con un péptido especial conocido como cadena invariante. La cadena naciente de CMH II en el RE rugoso tiene su ranura de fijación al antígeno bloqueada por la cadena invariante, para prevenir que una a péptidos celulares o a péptidos de la vía endógena (como los que si pueden ser cargados en las moléculas del CMH I)
La cadena invariante, además facilita la exportación de las moléculas CMH II desde el RE al aparato de Golgi, seguida a continuación por la fusión de los endosomas tardíos que contienen las proteínas endocitadas y degradadas. La cadena invariante luego es degradada en etapas por unas proteínas llamadas catepsinas, dejando sólo un pequeño fragmento conocido como CLIP el cual mantiene el bloqueo de la ranura de unión al antígeno. Luego, una molécula con una estructura similar a un CMH II, la HLA-DM; facilita la remoción del péptido CLIP permitiendo la unión del péptidos con altas afinidades. La molécula CMH II estable finalmente es presentada en la superficie de la célula.

## Genes
|        | Alfa               | Beta                                   |
| HLA-DM | HLA-DMA            | HLA-DMB                                |
| HLA-DO | HLA-DOA            | HLA-DOB                                |
| HLA-DP | HLA-DPA1           | HLA-DPB1                               |
| HLA-DQ | HLA-DQA1, HLA-DQA2 | HLA-DQB1, HLA-DQB2                     |
| HLA-DR | HLA-DRA            | HLA-DRB1, HLA-DRB3, HLA-DRB4, HLA-DRB5 |

## Vías que controlan la presentación de antígenos por CMH clase II

### Vía: PSD4 - ARL14/ARF7 - MYO1E

#### Moléculas involucradas
Hay varias moléculas involucradas en esta vía.
- PIK3R2 y PIP5K1A son dos quinasas que crean sustratos para ls PSD4.
- PSD4 (Pleckstrin and Sec7 Domain containing 4) es un factor de intercambio de guanina ( GEF por sus siglas en inglés Guanine Exchange Factor) que carga ARL14/ARF7 con GTP. 
- ARL14/ARF7 es una GTPasa pequeña que se expresa selectivamente en células del sistema inmune. Esta proteína se localiza en los mismos compartimientos que la CMH II en células dendríticas inmaduras. 
- ARF7EP es un efector de ARL14/ARF7 que interactúa con MYO1E.
- MYO1E es una proteína que controla el pasaje de CMH II a través de compartimientos por medio de un mecanismo basado en actina.

#### Vía
PIK3R2 y PIP5K1A son dos quinasas que fosforilan fosfatidilinositol (PIP) proveyendo a la proteína PSD4 con sustratos para su actividad de carga de GTP. La PSD4 es un factor de intercambio de guanina, que carga a ARL14/ARF7 con GTP. Subsecuentemente, la ARF7EP interactúa con la proteína MYO1E la cual se une por sí misma a las fibras de actina. Además este complejo contribuye a mantener al CMH II cargado en el interior de vesículas en las células dendríticas inmaduras, impidiendo su traslocación a la membrana celular. 

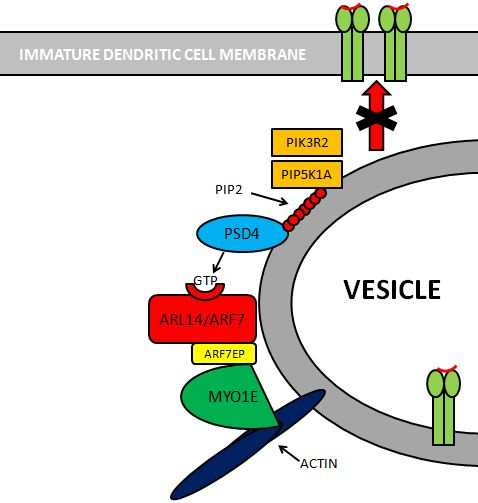
Vía que muestra como la distribución del CMH II se encuentra controlada en las células dendríticas inmaduras.